# Minna no Tō
Minna no Tō (みんなの党, literalmente El Partido de Todos) fue un partido político japonés. Liderado por Yoshimi Watanabe, quien se separó del Partido Liberal Democrático (PLD), el partido fue fundado el 8 de agosto de 2009 después de que el primer ministro Tarō Asō disolviera la cámara baja. También se da a conocer por su nombre en inglés, presente en la URL de la propia página web del partido, y que es Your Party (Tu Partido).
Uno de los conceptos del partido es hacer que el gobierno sea más democrático y eliminar el control del gobierno por miembros no elegidos establecidos en la burocracia. En este asunto, Watanabe ha declarado repetidas veces que su posición es compatible con el Partido Democrático de Japón (PDJ), por lo que dejó la posibilidad de formar una coalición contra el partido gobernante, el PLD.
El partido presentó 13 candidaturas en las elecciones de agosto de 2009.
En las elecciones generales japonesas de 2012 obtuvo 13 consejeros y 18 representantes.
Después el anuncio del primer ministro Shinzō Abe de realizar elecciones adelantadas en diciembre de 2014, 20 representantes del partido votaron a favor de la disolución del mismo para el 28 de noviembre de 2014. Entre las razones de la disolución esta su pérdida de apoyo, así como desacuerdo entre sus miembros sobre cuál coalición de partidos seguir.

## Resultados electorales
| Elecciones | Candidato        | # de votos     | % de votos | # de escaños | +/- |
| ---------- | ---------------- | -------------- | ---------- | ------------ | --- |
| 2009       | Yoshimi Watanabe | 615.244 (#8)   | 0,87       | 5/480        |     |
| 2012       | Yoshimi Watanabe | 2.807.245 (#6) | 4,71       | 18/480       | 13  |